# Crise no Quênia (2007–2008)
A Crise no Quênia de 2007–2008 começou após Mwai Kibaki ser declarado vencedor das eleições presidenciais do país, ocorridas em 27 de dezembro de 2007, dando-lhe seu segundo mandato como chefe de Estado do Quênia. Os opositores de Kibaki, Raila Odinga, começaram distúrbios em várias partes do país proclamando uma suposta fraude eleitoral, o que foi confirmado pelos observadores internacionais. Além disso, o partido Movimento Democrático Laranja denunciou ao Tribunal Penal Internacional por crimes de Kibaki contra a humanidade acusando às forças quenianas de disparar contra manifestantes.
Até agora, entre 800 e 1 000 pessoas já morreram e mais de 250 000 se refugiaram em países vizinhos, como Uganda.
Depois duma longa campanha de mediação presidida pelo antigo Secretário-Geral da ONU, Kofi Annan (na qual também participou Graça Machel) e duma visita-relâmpago do actual Ban Ki-Moon, Kibaki e Odinga concordaram em assinar, a 28 de Fevereiro de 2008, um acordo denominado "National Accord and Reconciliation Act", que inclui a formação dum governo de coligação e a nomeação de Odinga como Primeiro-Ministro, com poderes executivos.